# Lucian Skupiewski
Lucian Skupiewski (poloneză 'Lucjan Julian Skupiewski'; n. 8 ianuarie 1876, Varșovia – d. 10 martie 1949, București) a fost un cunoscut medic român de origine poloneză și primarul Bucureștiului în perioada februarie 1923 - aprilie 1923.

## Biografie
A fost străbunicul fostului președinte al Poloniei, Lech Kaczynski, care și-a început mandatul în 2005 și a decedat în 2010 în urma unui accident aviatic deasupra Rusiei. Strămoșii fostului președinte al Poloniei au venit în România la sfîrșitul secolului al XIX-lea. Atunci, Jozef Julian Belina-Skupiewski, un nobil polonez, a decis să se mute în București din cauza insurecției din 1863, împreună cu familia sa și alături de fiul său Lucjan Julian.
S-a născut la Varșovia pe 8 ianuarie 1876. A urmat cursurile Liceului Gheorghe Lazăr, iar apoi s-a înscris la Facultatea de Medicină din București. S-a specializat în chirurgie, ginecologie și obstetrică, obținând în 1902 titlul de doctor în medicină și chirurgie. A devenit asistentul prof. Angelescu de la Spitalul Filantropia. În 1916 a lucrat la organizarea și conducerea tuturor spitalelor pentru răniții din Primul Război Mondial, din împrejurimile Bucureștiului.
După ocuparea Bucureștiului de către germani, s-a întors la Spitalul Filantropia pentru a conduce secția de chirurgie în absența prof. Juvara. A lucrat activ in cadrui organizației „Refugiilor pentru lăuze sărace” și ca director al maternității din Calea Griviței. Datorită eforturilor depuse timp de 10 ani a reușit transformarea instituției într-un spital specializat cu 45 de paturi. Această maternitate a fost distrusă în bombardamentul de pe 7 mai 1944.
Lucian Skupiewski a ajuns unul dintre cei mai cunoscuți doctori din București. În perioada februarie-aprilie 1923 a fost primar al Bucureștiului. A fost și prieten al regelui Carol al II-lea.
Soția sa, Sofia, a fost fiica unui cunoscut pictor polonez, Tadeusz Ajdukiewicz. Doctorul Skupiewski a murit la București pe 10 martie 1949 de cancer osos. A fost incinerat la Crematoriul Cenușa, iar rămășițele sale au fost așezate în cripta familiei din Cimitirul Belu catolic.